# Neoglyphidodon bonang
Neoglyphidodon bonang là một loài cá biển thuộc chi Neoglyphidodon trong họ Cá thia. Loài này được mô tả lần đầu tiên vào năm 1852.

## Từ nguyên
Từ định danh cũng là tên thông thường bằng tiếng Mã Lai của loài cá này cũng như nhiều loài cá thia khác.

## Phạm vi phân bố và môi trường sống
N. bonang được ghi nhận tại Sri Lanka; một số đảo chính ở quần đảo Mã Lai bao gồm Sumatra và Java, Sulawesi; quần đảo Solomon. Chúng sống gần những rạn san hô ở độ sâu đến ít nhất là 20 m.

## Mô tả
N. bonang có chiều dài cơ thể tối đa được ghi nhận là 13,5 cm. Giống như các loài Neoglyphidodon khác, cá con và cá trưởng thành của loài cá này có màu sắc khác nhau. N. bonang trưởng thành có màu nâu sẫm, lốm đốm các vệt màu vàng ở lưng và thân trên. Cá con màu vàng tươi, có đốm đen lớn viền xanh lam sáng ở giữa vây lưng, xung quanh mắt có nhiều vệt sọc màu xanh óng.
Số gai ở vây lưng: 13; Số tia vây ở vây lưng: 15–16; Số gai ở vây hậu môn: 2; Số tia vây ở vây hậu môn: 13–15; Số gai ở vây bụng: 1; Số tia vây ở vây bụng: 5.

## Sinh thái học
Thức ăn của N. bonang có thể là tảo hoặc các loài động vật phù du. Cá đực có tập tính bảo vệ và chăm sóc trứng.